# Lagrange (udde i Antarktis, lat -64,53, long -62,60)
Lagrange är en udde i Antarktis. Den ligger i Västantarktis. Argentina, Chile och Storbritannien gör anspråk på området.
Terrängen inåt land är varierad. Havet är nära Lagrange söderut. Trakten är obefolkad. Det finns inga samhällen i närheten. 